# Lachenalia
Lachenalia es un género con 110 especies perteneciente a la subfamilia de las escilóideas dentro de las asparagáceas.  Es originario de África.

## Taxonomía
El género fue descrito por Joseph Franz von Jacquin  y publicado en Nova Acta Helvetica, Physico-Mathematico-Botanico-Medica 1: 39. 1780. Su nombre hace honor al botánico suizo Werner de Lachenal (1736–1800). 
Etimología
Lachenalia: nombre genérico que fue nombrado en honor del botánico suizo Werner de Lachenal (1736-1800).

## Especies
| - Lachenalia alba - Lachenalia algoensis - Lachenalia aloides - Lachenalia ameliae - Lachenalia angelica - Lachenalia anguinea - Lachenalia arbuthnotiae - Lachenalia attenuata - Lachenalia aurioliae - Lachenalia bachmannii - Lachenalia barkeriana - Lachenalia bolusii - Lachenalia bowkeri - Lachenalia buchubergensis - Lachenalia bulbifera (Cirillo) Engl. - coralitos comunes - Lachenalia campanulata - Lachenalia capensis - Lachenalia carnosa - Lachenalia cernua - Lachenalia comptonii - Lachenalia concordiana - Lachenalia congesta - Lachenalia contaminata - Lachenalia convallarioides - Lachenalia cooperi - Lachenalia corymbosa - Lachenalia dasybotrya - Lachenalia dehoopensis - Lachenalia doleritica - Lachenalia duncanii - Lachenalia elegans - Lachenalia esterhuysenae - Lachenalia fistulosa - Lachenalia framesii - Lachenalia giessii - Lachenalia gillettii - Lachenalia glaucophylla - Lachenalia haarlemensis - Lachenalia hirta - Lachenalia inconspicua - Lachenalia isopetala - Lachenalia juncifolia - Lachenalia karooica - Lachenalia klinghardtiana - Lachenalia kliprandensis - Lachenalia lactosa - Lachenalia latimerae - Lachenalia leipoldtii - Lachenalia leomontana - Lachenalia liliflora - Lachenalia longibracteata - Lachenalia longituba - Lachenalia lutea - Lachenalia macgregoriorum - Lachenalia margaretae - Lachenalia marginata - Lachenalia marlothii | - Lachenalia martinae - Lachenalia mathewsii - Lachenalia maughanii - Lachenalia maximiliani - Lachenalia mediana - Lachenalia minima - Lachenalia moniliformis - Lachenalia montana - Lachenalia muirii - Lachenalia multifolia - Lachenalia mutabilis - Lachenalia namaquensis - Lachenalia namibiensis - Lachenalia nardousbergensis - Lachenalia neilii - Lachenalia nervosa - Lachenalia nordenstamii - Lachenalia nutans - Lachenalia obscura - Lachenalia orchioides - Lachenalia orthopetala - Lachenalia pallida - Lachenalia patula - Lachenalia pearsonii - Lachenalia peersii - Lachenalia perryae - Lachenalia physocaulos - Lachenalia polyphylla - Lachenalia polypodantha - Lachenalia purpureo-caerulea - Lachenalia pusilla - Lachenalia pustulata - Lachenalia reflexa - Lachenalia rosea - Lachenalia rubida - Lachenalia salteri - Lachenalia sargeantii - Lachenalia schelpei - Lachenalia splendida - Lachenalia stayneri - Lachenalia thomasiae - Lachenalia trichophylla - Lachenalia undulata - Lachenalia unicolor - Lachenalia unifolia - Lachenalia valeriae - Lachenalia variegata - Lachenalia ventricosa - Lachenalia verticillata - Lachenalia violacea - Lachenalia viridiflora - Lachenalia whitehillensis - Lachenalia xerophila - Lachenalia youngii - Lachenalia zebrina - Lachenalia zeyheri |